# Aviação na Polícia Militar do Paraná
A Polícia Militar do Paraná está entre os pioneiros da aviação no Brasil. A Corporação adquiriu seu primeiro aeroplano em 1918, cuja iniciativa serviu de base para a fundação da Escola Paranaense de Aviação; o que veio a colaborar para o desenvolvimento da aviação civil e militar no Estado do Paraná.

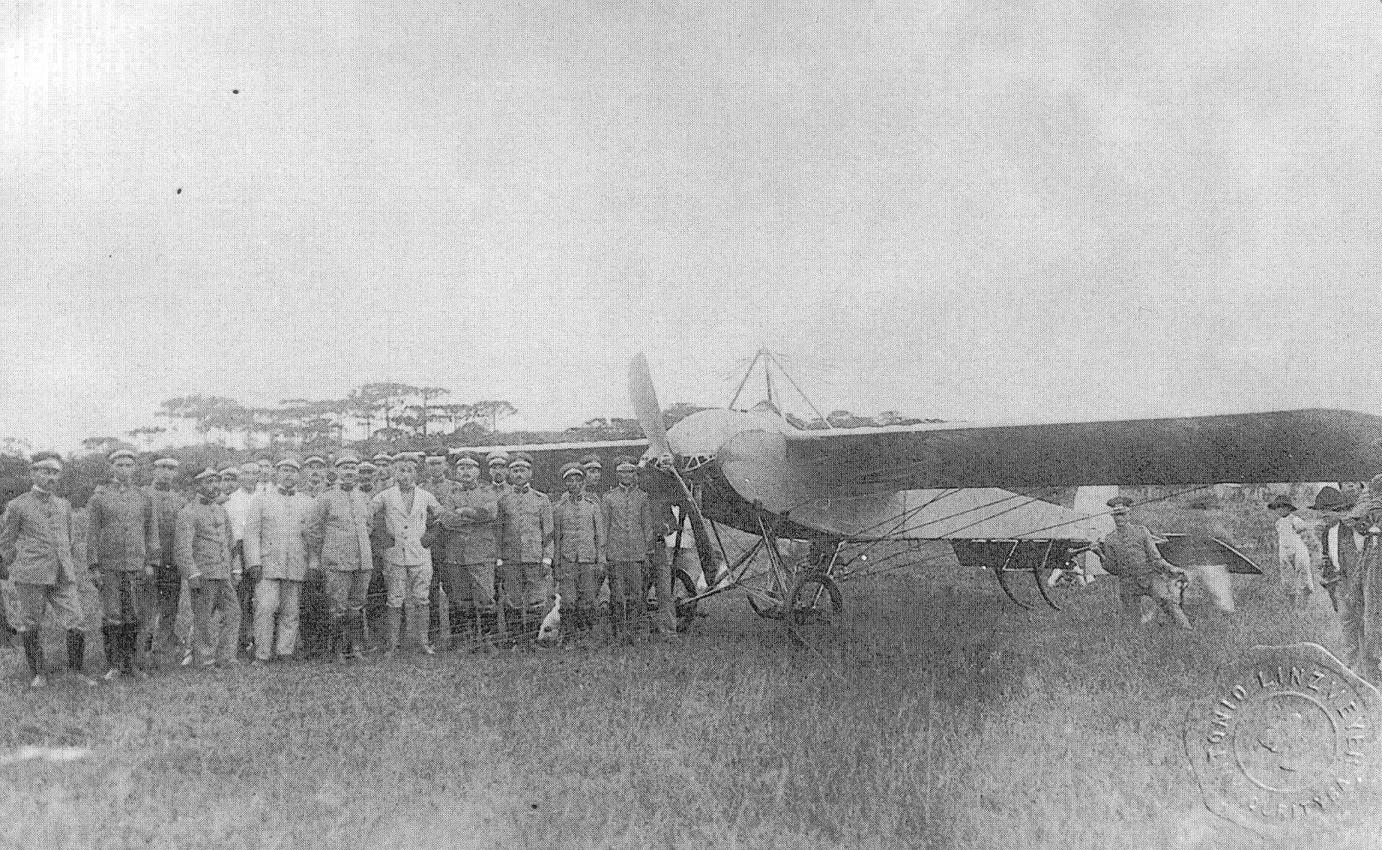
Aeroplano Sargento da Polícia Militar do Paraná - 1918.

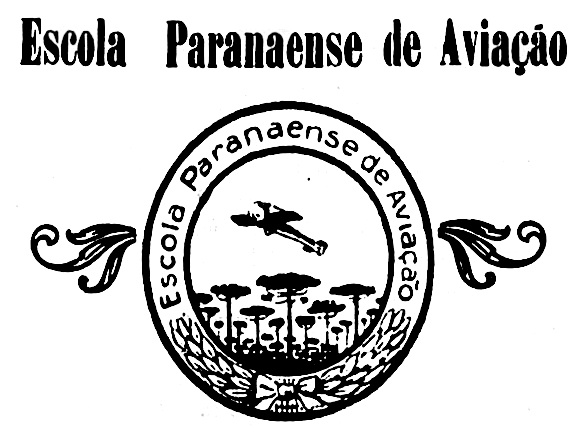
Logotipo da Escola Paranaense de Aviação - 1918.

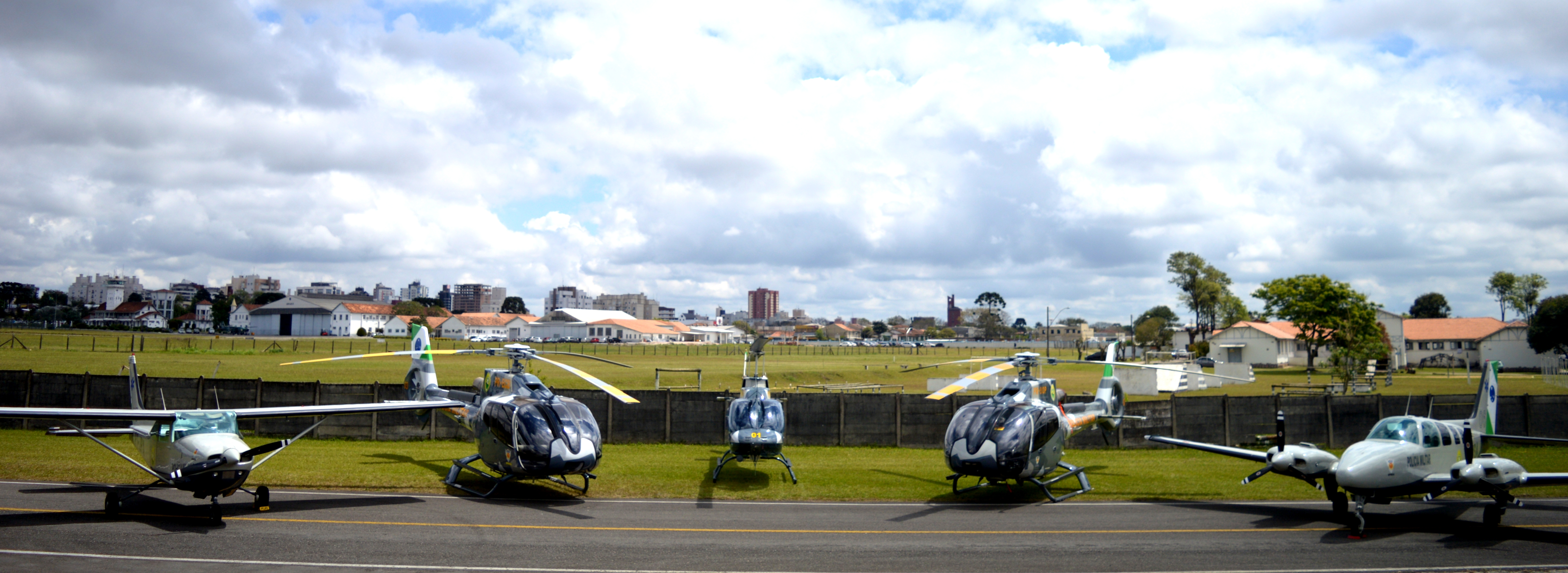
Aeronaves do BPMOA.

## Origens

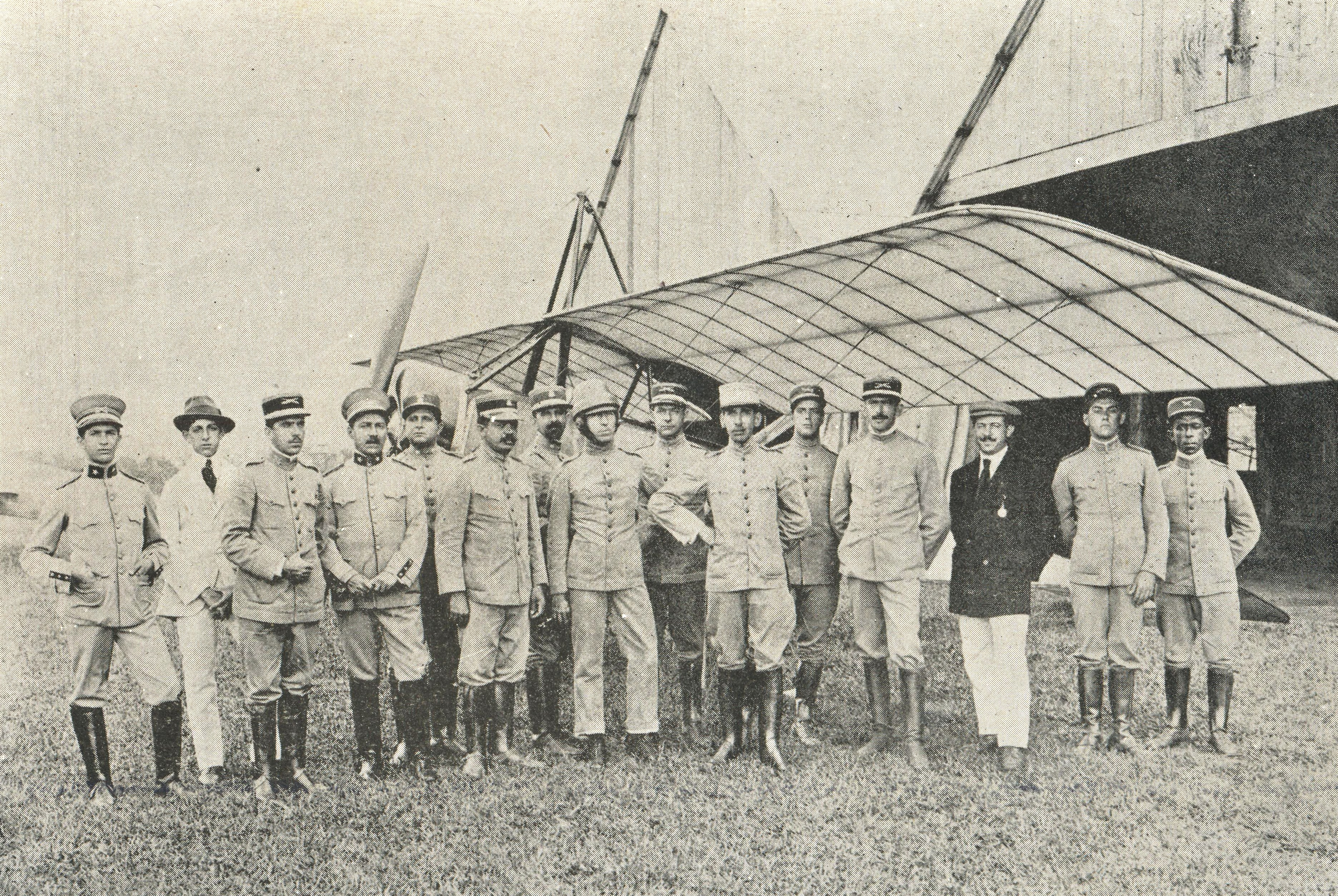
Oficiais do Exército Brasileiro, dentre eles o General Setembrino de Carvalho e o Tenente Ricardo Kirk, e oficiais da Polícia Militar do Paraná, Coronel Fabriciano do Rego Barros (Cmd-geral) e Capitão João Alexandre Busse.

O emprego de aeronaves na Guerra do Contestado (1912 a 1916) e a convivência com os pioneiros da Aviação Militar do Exército Brasileiro, dentre eles o Tenente Ricardo Kirk, aguçou no efetivo da Polícia Militar do Paraná (PMPR) o desejo de adquirir seus próprios aeroplanos.
Outro grande incentivo foi a vinda ao Paraná do aviador Cícero Marques, um dos fundadores da Escola de Aviação da Força Pública de São Paulo, atual Polícia Militar do Estado de São Paulo. Cícero Marques adquiriu seu brevê de piloto na França e realizou diversos voos em Curitiba, colocando-se voluntariamente à disposição do Exército para atuar na Guerra do Contestado. Ele apenas pediu uma nova aeronave da Escola Brasileira de Aviação, pois a potência do motor de seu avião era insuficiente para as missões militares; entretanto sua oferta foi recusada.
1916, época em que chegara a Curitiba o primeiro avião, pilotado por Cícero Marques, transformando-se logo em novidade geral. Como não havia campo de aviação , foi utilizada a pista de corrida do Prado Velho para que o avião pudesse aterrissar. Apresentando-se ao público nesse local, Cícero Marques fez uma série de evoluções com o avião e, ao final de uma delas, quando empreendia nova aterrissagem , teve quebrada a hélice do aparelho ao tocar o solo. Na ocasião , não existia outra hélice no Brasil. Para vir da Europa, de navio, a peça levaria cerca de três meses. Foi ai que Jorge Leitner, conhecedor da capacidade artesanal dos Essenfelder, teve a ideia de procurá-los, expondo-lhes o problema. Em companhia do piloto do avião, vieram à Fábrica Essenfelder, mostrando-lhes a hélice quebrada e perguntando-lhes se eram capazes de fazer outra igual. Mesmo não dispondo de tempo suficiente, face ao trabalho na fábrica, Floriano foi quem aceitou o desafio e, depois de examinar detalhadamente a hélice quebrada, reuniu a madeira adequada e começou logo a trabalhar. Entusiasmou-se tanto pelo serviço que passou a executá-lo durante a noite, para ganhar tempo.
O aprendizado recebido do pai, somado ao grande interesse que nutria pela arte de construir pianos, fez de Floriano Helmut Essenfelder um industrial competente. Mas, além de seu talento de construtor e da sua exemplar assiduidade ao trabalho, entrou para as páginas da história com a honra de ser o autor da "primeira hélice de avião produzida no Brasil". Isso somente foi possível graças à arte, à boa vontade e ao espírito empreendedor do jovem industrial.
Esse fato aconteceu em 1916, época em que chegara a Curitiba o primeiro avião, pilotado por Cícero Marques, transformando-se logo em novidade geral. Como não havia campo de aviação , foi utilizada a pista de corrida do Prado Velho para que o avião pudesse aterrissar. Apresentando-se ao público nesse local, Cícero Marques fez uma série de evoluções com o avião e, ao final de uma delas, quando empreendia nova aterrissagem , teve quebrada a hélice do aparelho ao tocar o solo. Na ocasião , não existia outra hélice no Brasil. Para vir da Europa, de navio, a peça levaria cerca de três meses. Foi ai que Jorge Leitner, conhecedor da capacidade artesanal dos Essenfelder, teve a ideia de procurá-los, expondo-lhes o problema. Em companhia do piloto do avião, vieram à Fábrica Essenfelder, mostrando-lhes a hélice quebrada e perguntando-lhes se eram capazes de fazer outra igual. Mesmo não dispondo de tempo suficiente, face ao trabalho na fábrica, Floriano foi quem aceitou o desafio e, depois de examinar detalhadamente a hélice quebrada, reuniu a madeira adequada e começou logo a trabalhar. Entusiasmou-se tanto pelo serviço que passou a executá-lo durante a noite, para ganhar tempo.
Antes que estivesse totalmente pronta, Floriano não deixou que ninguém visse a nova peça, terminando-a em tempo recorde, pouco mais de vinte dias. Para surpresa de todos, aquela hélice aqui construída era mais leve e mais resistente que a original. Aplicada ao avião, a peça foi posta a funcionar, atendendo plenamente às exigências. A tarefa estava cumprida. Mais tarde, o Governo do Estado fazia igual pedido de outra hélice e Floriano fabricou-a, igual à primeira, tendo sido levada ao Uruguai, onde fez parte da mostra industrial do Paraná, na Exposição Sul-Americana. Em consequência dessas exposição, Floriano ganhou um diploma e uma medalha de ouro. O mais importante é que alguns observadores franceses viram o trabalho e, sem muito tardar, chegou uma proposta do Governo Francês, vinda de Paris, pedindo-lhe que construísse um número expressivo de hélices. Ao receber a noticia por telegrama , ponderou e resolveu não atender à solicitação, justificando, segundo palavras de sua esposa, três motivos principais: 1 — Sendo alemão de nascimento, não poderia fabricar hélices para a França, que estava em guerra contra a Alemanha; 2 — 0 Brasil não participava da guerra; 3 — Seu pai não queria que se descuidasse dos afazeres próprios e ele mesmo não admitia se afastar da fábrica de piano, pois nas horas difíceis Floriano era um incansável lutador. A ele se deve grande parcela do sucesso de F. ESSENFELDER CIA. LTDA.
Durante a guerra de 1945, realizou importante trabalho: projetou várias máquinas para produção de pianos, principalmente aquelas destinadas à elaboração de peças dos mecanismos, uma vez que a época não permitia a importação e era de vital importância possuí-las.
O seu grande espírito humanitário fez dele um participante de diversas sociedades filantrópicas, tendo recebido, no dia 6 de maio de 1958, o título de "Cidadão Honorário de Curitiba ". Foi agraciado com a "Medalha de Mérito de Santos-Dumont", concedida pelo Ministério da Aeronáutica em 1961. Como desportista, praticou vários esportes e foi um dos atletas do Coritiba Foot Bali Club, destacando-se também em competições de tiro ao alvo e caça.
Nessa época, a imprensa curitibana enalteceu-lhe a personalidade enfocando o fato que lhe proporcionou tão excelso merecimento: "Um dia, quando se compuser devidamente a história do progresso industrial de nossa terra, o nome Essenfelder refulgirá em lugar de honra ".

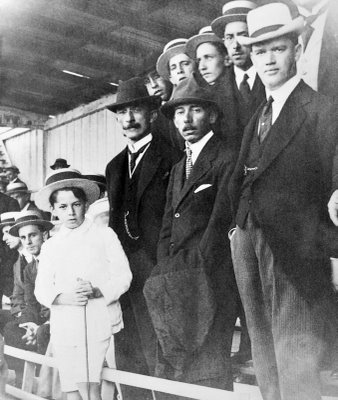
Alberto Santos Dumont ao lado do Presidente Afonso Camargo, em 8 de maio de 1916, em Curitiba.

Em 1916 Santos Dumont veio ao Paraná e visitou Foz do Iguaçu, Guarapuava, Ponta Grossa, Paranaguá, Morretes, Antonina e Curitiba; tendo sido recebido pelo Presidente do Estado, Affonso Alves de Camargo.
Surgiu então, na Sociedade Beneficente e Recreativa dos Oficiais Inferiores, atual Sociedade Beneficente dos Subtenentes e Sargentos (SBSS), a ideia de abrir uma subscrição para a coleta de donativos para a compra de um avião.
No início de 1917 a proposta foi endereçada ao Comandante-geral do Regimento de Segurança (PMPR), que deu o "Concordo", e encaminhada ao Presidente do Estado, Affonso Alves de Camargo, que deu o "Autorizo".
Em abril do mesmo ano foi formada uma Comissão de Sargentos, constituída pelo Sargento Ajudante Estácio dos Santos, e os Primeiros Sargentos: João Mateck, Oscar de Barros, João Dohms, Laurindo Olegário Dias, Orestes Fernandes dos Santos e Higino Perotti, para o recolhimento das doações. Todo valor arrecadado passou a ser publicado nas Ordens do Dia da Corporação; e em janeiro de 1918 já se havia obtido a quantia de Dezoito Contos de Réis, o suficiente para a compra de uma aeronave.
Na época os jornais informavam que o aviador Elígio Benini, no Rio de Janeiro, oferecia um aeroplano à venda. Foi então designado o Sargento Perotti (especialista mecânico) para viajar até o Rio, e verificar as condições da compra e do aparelho. 
A oficialização da aquisição entretanto, foi feita pessoalmente pelo próprio Comandante-geral, Coronel Fabriciano do Rego Barros.

### Batismo da aeronave
Em 6 de janeiro de 1918 o avião chegou a Curitiba, e em 1 de fevereiro foi testado o funcionamento de seu motor; tendo sido realizado um pequeno voo de cinco minutos para teste, e às escondidas, para não estragar a festa de batismo.
Em 05 de fevereiro, com o intuito de divulgar a festa do batizado, foi realizado um grande sobrevoo sobre a cidade. O voo, do Portão, se iniciou sobre o Batel, seguiu sobre a Praça General Osório e Rua XV de Novembro, até o Palácio do Governo do Estado, então na atual Avenida Barão do Rio Branco, 395. Dali contornou sobre as “florestas” da região do Cajuru e retornou à base, passando pelas proximidades de São José dos Pinhais.
O batizado do aeroplano foi realizado em 17 de fevereiro pela Sra. Etelvina Rebello de Camargo, Primeira Dama do Estado, e a solenidade ocorreu no Jockey Club do Paraná, com a presença de quatro mil pessoas. Até o momento do batismo ninguém sabia qual seria a denominação da aeronave. Foi uma surpresa para os oficiais inferiores, quando a Primeira Dama fixou sobre o leme do aparelho uma faixa verde e branca, cores do Estado do Paraná, com a designação "Sargento", uma justa homenagem à iniciativa dos militares da corporação. Em seguida, sob os acordes da Banda de Música, o piloto Luiz Bergmann decolou e lançou a seguinte mensagens de agradecimento à população:
| “ | Saudações! Do espaço paranaense, os inferiores da Força Militar do Estado agradecem o brioso povo do Paraná, o seu concurso na acquisição da extraordinária máquina de guerra. Aviador Bergmann. Coritiba, Fevereiro de 1918 . | ” |

## Escola Paranaense de Aviação

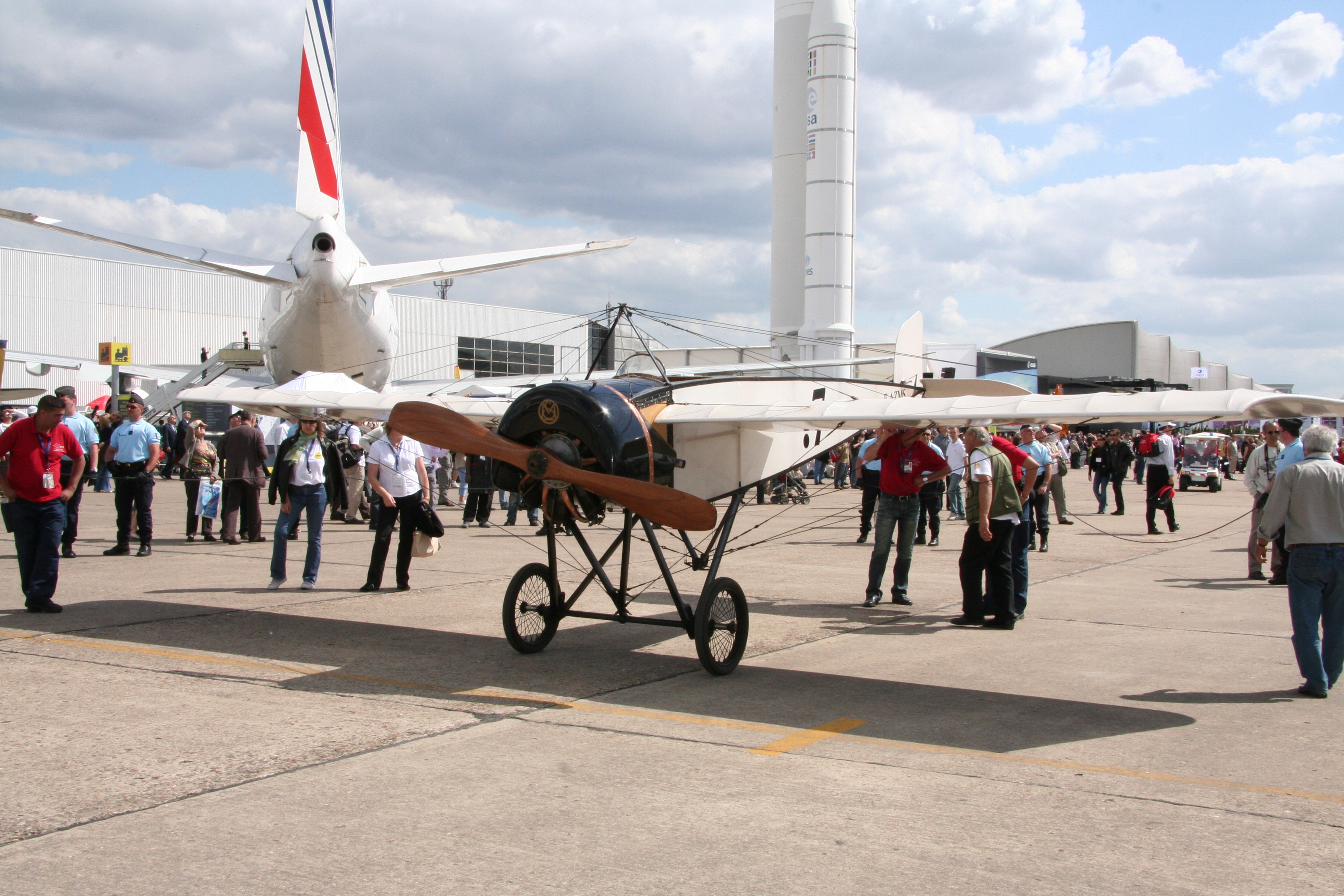
Morane-Saulnier no Show Aéreo de Paris.

Como a compra do aparelho se deu pelo apoio de toda comunidade, o então Comandante-geral decidiu que os benefícios dessa aquisição deveriam se estender a todos. E ainda em 1918 reuniu-se com o Comando do Exército no Paraná, para juntos criarem uma escola para promover o ensino da aviação civil e militar no Estado.
Em 24 de março de 1918 foi oficialmente criada a Escola Paranaense de Aviação. O Conselho Administrativo da escola foi composto da seguinte forma: 
- Tenente-coronel Benjamim Augusto Lage da Força Militar do Estado (Presidente);
- Major Félix Merlo do Exército Brasileiro;
- Capitão Braúlio Virmond de Lima do Tiro Rio Branco (19º Tiro de Guerra);
- Doutor Ildefonso de Assumpção (civil);
- Capitão João Alexandre Busse da FM;
- E o piloto Luiz Bergmann (Diretor-Instrutor).

Em seu primeiro curso foram inscritos os Capitães Waldemar Kost e João Alexandre Busse; os Sargentos João Dohms, José Scheleder e Tancredo Martins de Oliveira; e o civil Sr. Geraldo Zanicotti.

### Instalações da Escola
A sede administrativa da escola foi instalada no quartel da Companhia de Bombeiros Pontoneiros. E as instalações foram construídas na propriedade, arrendada, da viúva de Júlio Biscaia, no bairro Portão de Curitiba.
Nesse local um grupo de oficiais da Guarda Nacional assumiu as despesas com a construção do hangar, oficina, almoxarifado e alojamento para o serviço de guarda. E foi nessa localidade que também se instalou a pista de pouso e decolagem.

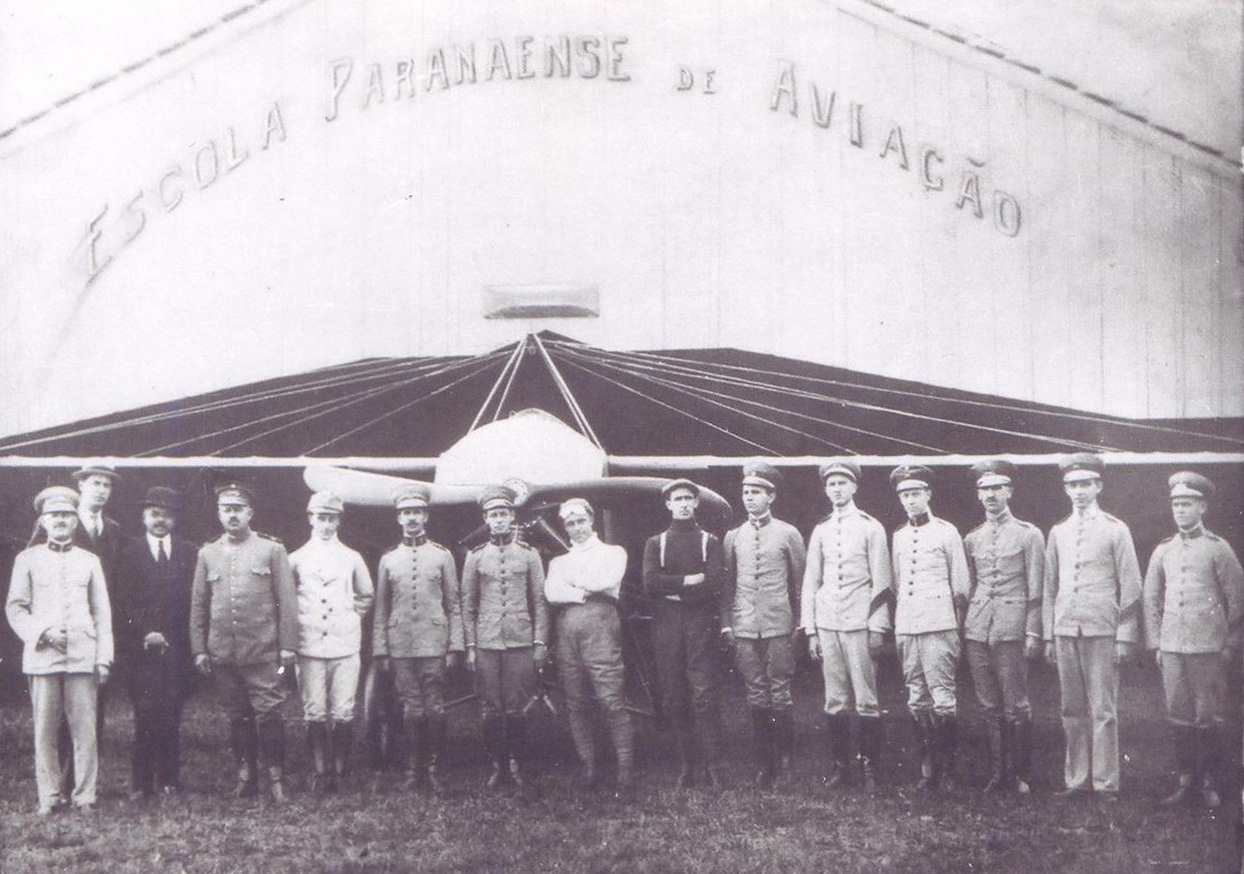
Hangar da Escola Paranaense de Aviação.

A inauguração foi realizada em 24 de março de 1918. No dia da festividade foram especialmente organizados dez vagões para o transporte da população até o local. Entretanto, devido o grande número de pessoas, foi necessário aumentar o trem para dezenove vagões e duas locomotivas. Ainda assim o comboio teve de retornar e fazer uma nova viagem. Muitas pessoas foram de bonde, automóvel e outros meios de transporte.
Após as formalidades de praxe, o hangar foi solenemente inaugurado pelo Presidente do Estado, Affonso Alves de Camargo; sendo removida a bandeira sobre uma placa na porta do hangar que continha a seguinte inscrição: Escola Paranaense de Aviação. Hangar construído por iniciativa deum grupo de officiaes da Guarda Nacional e inaugurado a 24 de março de 1918.
A seguir foi lido pelo Capitão João Alexandre Busse, o Ofício em que o aeroplano Sargento era entregue à Força Militar do Estado.

### Primeiros pilotos e a segunda aeronave
Como prêmio pela iniciativa, o Comandante-geral escolheu dois sargentos para realizarem o curso de pilotagem na Escola de Aviação Naval da Marinha Brasileira; tendo sido escolhido o 1º Sargento Higino Perotti, do 1° Batalhão de Caçadores, e o 2º Sargento Miguel Balbino Blasi, do Companhia de Bombeiros Pontoneiros, ambos da Força Militar do Paraná (PMPR).
Os sargentos embarcaram para a Capital Federal, Rio de Janeiro, em 21 de junho de 1918. E o curso encerrou-se em março de 1919, tendo o sargento Miguel Balbino Blasi alcançado a primeira colocação. Em 08 de janeiro de 1919, com a aeronave n° 17, ele realizou a prova de acrobacias em trinta e oito minutos, subindo a 3.200 metros, descendo em espiral e realizando duas “viragens”, manobras seguidas com giro de 90°. No dia seguinte, 09 de janeiro, com o mesmo aparelho, ele fez um voo de cinquenta e seis minutos e atingiu 4.700 metros.

Posteriormente Miguel Balbino Blasi foi cofundador do Aeroclube do Paraná (1932) e do Aeroclube de Londrina (1941).

A Marinha procurava estimular o interesse pela aviação, e em 1919, através do então Presidente da Escola Paranaense de Aviação, Dr. Albano Reis, fez a doação de mais uma aeroplano para a Corporação. Esse aparelho era também um Morane-Borel, configurado como hidroavião, e se encontrava lotado na Ilha das Enxadas, sede da Escola de Aviação Naval. Albano Reis fez contato com o Capitão-tenente, Didio Costa, e o avião foi recebido em Curitiba em 06 de outubro de 1919.

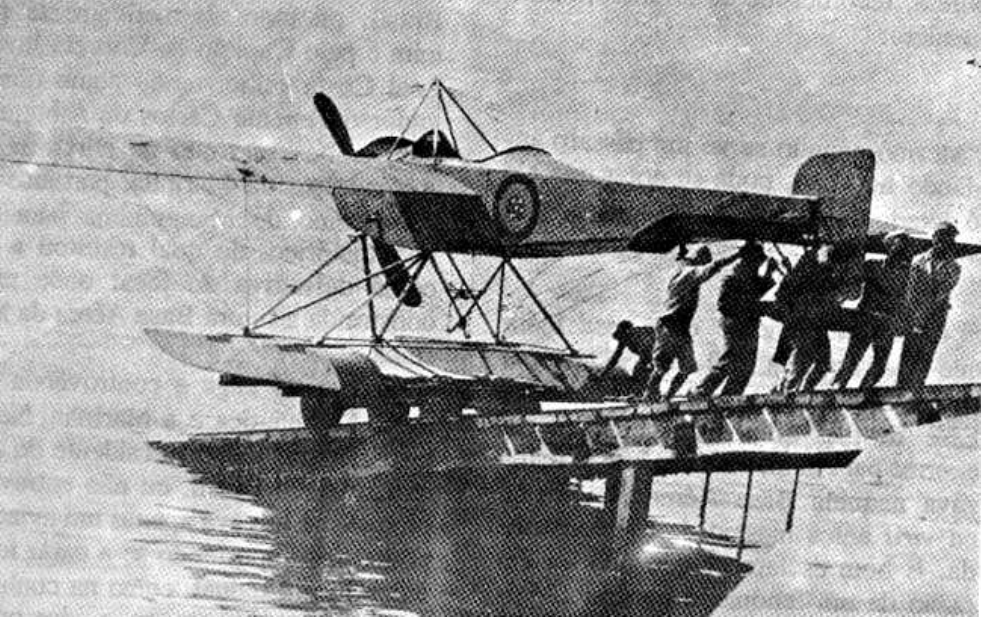
Hidroplano Morane-Borel II, doado pela Marinha do Brasil em 1919.

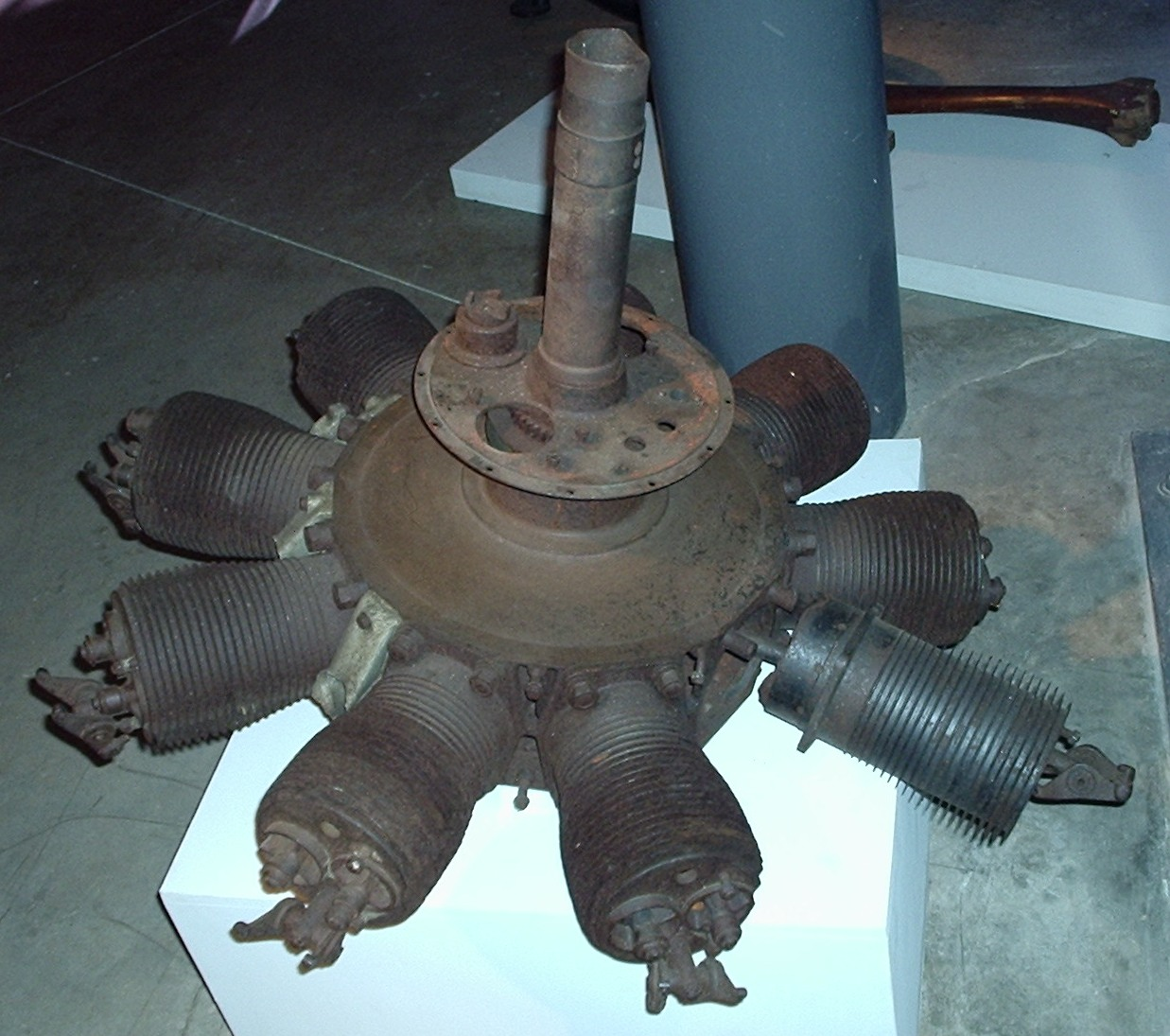
Motor radial do hidroplano Morane-Borel II, em exposição no Museu Paranaense.

### Aeronaves da Escola
- Morane-Borel I - Sargento

Monoplano biplace (em tandem) com comando único;
Motor Gnome - 7 cilindros e 80 HP;
Comprimento - 8,35 m;
Envergadura - 11,65 m.
Observação: após o acidente ocorrido com o aluno Geraldo Zanicotti, relata-se que essa aeronave foi consertada e pintada na cor azul.
- Morane-Borel II

Monoplano biplace (em tandem) com comando duplo;
Motor Luct - 9 cilindros e 120 HP;
Peso vazio - 270 kg;
Autonomia - 4 horas;
Comprimento - 8,35 m;
Envergadura - 11,65 m.

### Emprego militar
Os aeroplanos da Força Militar do Paraná nunca foram armados, pois tinham por missão principal o emprego em reconhecimento aéreo; porém, em treinamento, eram também realizados lançamentos simulados de bombas (pequenos sacos com areia) sobre alvos em terra.
Em 1918, após a formalização da corporação como Reserva Militar do Exército, a aviação foi pela primeira vez empregada em manobras militares na região sul (e possivelmente no Brasil), em operações conjuntas entre o Exército Brasileiro e a Força Militar do Paraná.
Em 16 de outubro de 1918 a aeronave participou da Inspeção Militar do 4° Regimento do Exército, pelo General Luiz Barbedo, sobrevoando a unidade. O gesto foi uma homenagem ao general, que muito se destacou pelo esforço realizado na implantação da aviação militar no país.
A partir do episódio da Revolta do Forte de Copacabana em 1922, quando então se instalou um ambiente de tensão revolucionária no país que perdurou até a Revolução de 1930, os oficiais da Força Militar do Paraná receberam a missão do Ministério da Guerra de, veladamente, elaborar no Estado um levantamento dos possíveis campos de pouso que pudessem ser utilizados pela aviação militar.

### Polêmica na formação da Escola
Tão logo os jornais difundiram a intenção da Força Militar do Paraná, de adquirir uma aeronave, esta logo suscitou celeuma na antiga Capital Federal, atualmente a cidade do Rio de Janeiro.
|                     |  |                          |
| Perotti e Bergmann. |  | Piloto da Força Militar. |

Na aviação militar o Exército via com apreensão a iniciativa das forças militares estaduais, atuais polícias militares estaduais, de constituírem seus próprios grupamentos aéreos. Pois nessa época a única corporação militar que possuía suas próprias aeronaves era a Marinha do Brasil, adquiridas nos Estados Unidos da América. Embora o Exército Brasileiro houvesse criado sua escola em 1913, por ter optado adquirir seus aviões na Europa, ainda não os havia recebido devido a eclosão da Primeira Guerra Mundial em 1914; obrigando-se, em 1915, no Conflito do Contestado, a recorrer ao empréstimo dos aeroplanos civis do Aero Clube do Brasil.
Na aviação civil o Aero Clube do Brasil, criado no Rio de Janeiro em 1911, havia se credenciado à Fédération Aéronautique Internationale (FAI) em 1917, e tinha a pretensão de monopolizar o controle da aviação civil no País. O aeroclube era contrário a qualquer organização, que, possuindo aeroplanos, a ele não se filiasse, pois tinha como objetivo exercer o controle do fornecimento dos diplomas de habilitação dos pilotos, conhecidos como brevês. Entretanto, devido a condição de República Federativa, isso não era possível no Brasil, pois não existia legislação que desse amparo a essa aspiração.
Havia ainda o agravante do aeroclube se encontrar sem aeronaves, pois seus cinco aeroplanos haviam sido emprestados ao Exército para serem empregados no Conflito do Contestado: dois se incendiaram no transporte, um se acidentou com o Tenente Kirk, e os outros dois restantes ainda não tinham sido devolvidos.
Obviamente visavam denegrir a aquisição do aeroplano Morane-Borel de Elígio Benini, iniciou-se uma campanha de descrédito pelo jornal A Noite, dirigida por seu diretor Irineu Marinho, principal personalidade do Aero Clube do Brasil,
| “ | ...Adquirido o aeroplano, que, para os profissionais competentes, era o melhor existente no país, começou, por interesses subalternos, uma campanha de descrédito que, infelizmente, foi apadrinhada pelo Aero-Club Brasileiro, que devia se colocar acima das pequenas paixões e elevar bem alto os tentames gloriosos como o de que se trata. | ” |

Em uma das "reportagens" realizadas pelo jornal A Noite era citado que:
| “ | ...quem tentasse voar nele (o aeroplano de Elígio Benini) seria um homem morto. | ” |

Isso atingiu o brio do Sargento Higino Perotti que havia afiançado a qualidade do aparelho. E em resposta ao ataque à sua capacidade e competência, ao ser feita a entrega oficial da aeronave em 17 de fevereiro de 1918, fez questão de que sua filha Emília Perotti voasse nele como passageira; atestando a segurança que depositava no aparelho. E de 12 a 20 de setembro a Escola Paranaense de Aviação realizou um Raide Intermunicipal, incursão de longo percurso destinada a demonstrar resistência, abrangendo os municípios de Curitiba, Ponta Grossa, Castro e Jaguariaíva.
|                         | Distância / trem | Tempo / trem | Tempo / aeroplano |
| Curitiba a Ponta Grossa | 183 km           | 05h35min     | 01h10min          |
| Ponta Grossa a Castro   | 57 km            | 01h58min     | 00h18min          |
| Castro a Jaguariaíva    | 98 km            | 03h37min     | 00h50min          |
| Total                   | 338 km           | 11h30min     | 02h18min          |

Em face a tantas rivalidades e oposições, nenhum aluno da Escola Paranaense de Aviação jamais recebeu qualquer diploma ou brevê de piloto de aviação, nem teve o devido reconhecimento pelo pioneirismo da iniciativa.

### Acidentes e primeira vítima fatal de acidente aéreo
Os primeiros aeroplanos eram aparelhos perigosos; pois eram frágeis, não possuíam freios nas rodas e o único controle sobre o motor, para reduzir a velocidade, era o de acelerar ou desacelerar. Nessa questão o Borel I era particularmente sensível, pois embora biplace não possuía comandos duplos, o que dificultava muito o trabalho do piloto instrutor em corrigir os erros do aluno.

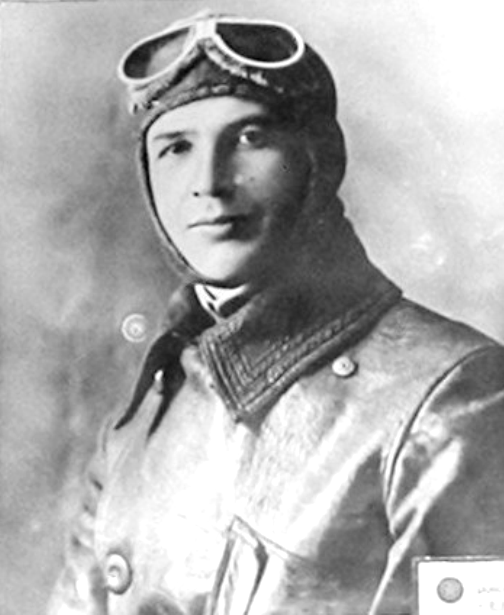
Capitão João Alexandre Busse.

Inevitavelmente muitos acidentes ocorreram, e um dos primeiros foi em manobra  de táxi com o civil Geraldo Zanicotti. O aluno não conseguiu controlar o avião e se chocou com um tronco de árvore caída no chão; sendo lançado fora do cockpit, recebendo ferimentos diversos (felizmente sem gravidade). No entanto o aparelho teve sérias avarias nas asas, hélice e trem de pouso.
A primeira vítima fatal de acidente aéreo na PMPR foi o Capitão Busse.
João Alexandre Busse nasceu em 28 de março de 1886, na cidade de Votuverava, atual Rio Branco do Sul, Paraná. Em janeiro de 1920 matriculou-se na Escola de Aviação da Força Pública de São Paulo, atual Polícia Militar do Estado de São Paulo. Após a conclusão do curso resolveu retornar de avião para Curitiba; mas em 31 de maio de 1921 acidentou-se e morreu na cidade de Itapetininga, São Paulo. Seu corpo foi transportado para Curitiba e enterrado no Cemitério Municipal, sendo seu féretro acompanhado por mais de quatro mil pessoas.
Pela Lei n° 15.377, de 15 de janeiro de 2007, a Seção de Transporte Aéreo passou a denominar-se Capitão João Alexandre Busse e o hangar do Estado, como Hangar Alberto Santos Dumont.

### Incêndio e destruição das aeronaves
No dia seguinte, 06 de julho de 1927, o mesmo jornal de Curitiba que trazia a notícia do incêndio numa página interna, estampava em primeira página a manchete:
“Apóz um võo que nada conseguiu deter, as asas do Brasil moço pousam triuphantes nas águas serenas da Guanabara.”
Era a notícia da primeira travessia aérea do Atlântico Sul, sem escalas, realizada pelo hidroavião Jahu.

Aproximadamente às 14:00 horas do dia 05 de julho de 1927, desencadeou-se um violento incêndio na marcenaria da firma Brunetti & Sanzovo. Após consumir a marcenaria, com grande quantidade de madeira, maquinário, óleo e outros pertences, o fogo alastrou-se para o galpão de propriedade do Estado, local onde estavam guardados os aeroplanos da Escola de Aviação do Paraná. O comerciante Sr. Emílio Laborda, cuja residência ficava próxima, tentou acionar o Corpo de Bombeiros por telefone, mas teve dificuldades em conseguir completar sua ligação. Ainda assim os bombeiros chegaram ao local, mas já era tarde demais para salvar os aparelhos. Os prejuízos atingiram a cifra de 90.000$000 (Noventa mil réis). Os danos causados ao Estado também foram de monta, pois o galpão, além dos três aeroplanos destruídos, abrigava inúmeros acessórios pertinentes à aviação.
Após a Revolução de 1930 as Forças Militares dos Estados, atuais Polícias Militares Estaduais, ficaram proibidas de possuírem aviação. Em 9 de janeiro de 1932 foi criado o Aeroclube do Paraná. E posteriormente a Escola de Aviação Piper, criada em Curitiba em 1971, assumiu a designação de Escola Paranaense de Aviação; a qual se mantém até os dias atuais.

## Seção deTransporte AéreodaCasa Militar
A PMPR somente voltou a ter ligações com a aviação em 1967, quando então a Divisão de Voo do Departamento Aeroviário da Secretaria de Viação e Obras Públicas passou a subordinar-se à Casa Militar. Em 1984 a Divisão de Voo foi transferida para o Departamento Estadual de Transporte Oficial (DETO), da Secretaria de Estado da Administração (SEAD). Em 1987 a Divisão de Transporte Aéreo, atualmente designada como Seção de Transporte Aéreo (STA), voltou a integrar-se à Casa Militar.

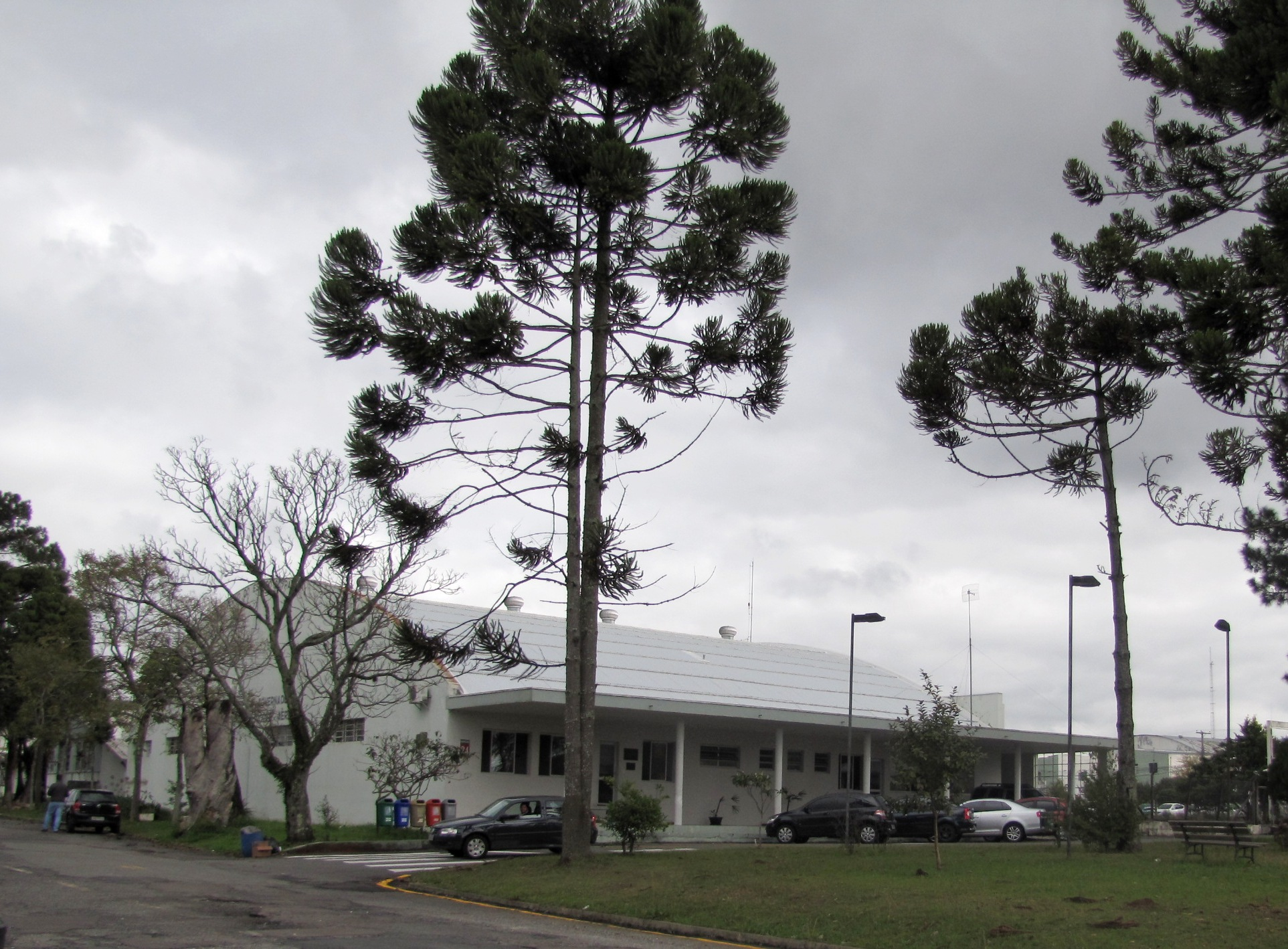
Sede da STA da Casa Militar do Paraná.

A Seção de Transporte Aéreo (STA) é um órgão da Casa Militar e está atualmente subordinada à Divisão de Transporte e Manutenção (DTM), que é o departamento responsável pela manutenção e administração das aeronaves do Governo do Estado do Paraná.
A STA foi criada pelo Governador Ney Braga em dezembro de 1963, com a função de transporte aéreo das autoridades de Estado. Posteriormente passou a atender também a Secretaria de Saúde, no atendimento e remoção de vítimas; bem como, no transporte de órgãos para doação.
A STA é regida pelo Código Brasileiro de Aeronáutica, o qual emana das leis internacionais de regulamentação da aviação civil mundial, representadas pela Organização da Aviação Civil Internacional (OACI). No Brasil a OACI é representada pela Agência Nacional de Aviação Civil (ANAC). E a Seção de Transporte Aéreo é regida pelos Regulamentos Brasileiro de Homologação Aeronáutica (RBHA) 91, operadora de transporte aéreo privado; Regulamento Brasileiro de Aviação Civil (RBAC); Instruções de Aviação Civil (IAC); e pelas normas de segurança de voo estabelecidas pelo Serviço de Investigação e Prevenção de Acidentes Aeronáuticos (SIPAER).

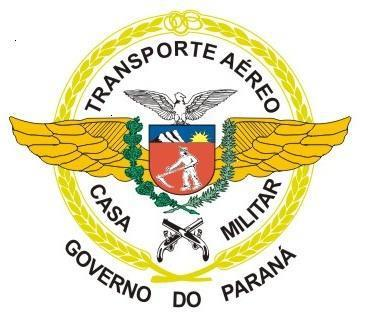
Brasão da STA.

### Transporte deequipes médicasparatransplante de órgãos
A STA é responsável pelo transporte de equipes médicas e de órgãos doados para transplante. Com a utilização de aeronaves há uma agilidade no processo de retirada dos órgãos, possibilitando que a família do doador também ganhe tempo para fazer os trabalhos fúnebres, diminuindo a angústia e a espera pela retirada dos órgãos.
O transporte aéreo é utilizado quando existe a Notificação de Morte Encefálica e a autorização da família para que seja realizado a retirada dos órgãos. Os voos são normalmente feitos para Cascavel, Foz do Iguaçu, Londrina e Maringá, mas também são realizados para fora do Estado. Isso acontece quando a Central Nacional de Transplantes informa que existe um órgão que está sendo disponibilizado para pacientes que residem no Paraná.
Os aviões são utilizados normalmente quando há a doação de coração, pois para esse órgão o tempo entre a retirada e o transplante deve ser de no máximo quatro horas. Para os demais órgãos o tempo pode variar de doze a vinte e quatro horas. Mas em todas as saídas das aeronaves vão sempre equipes que possam fazer a retirada de todos os órgãos possíveis.

### Aeronaves da STA

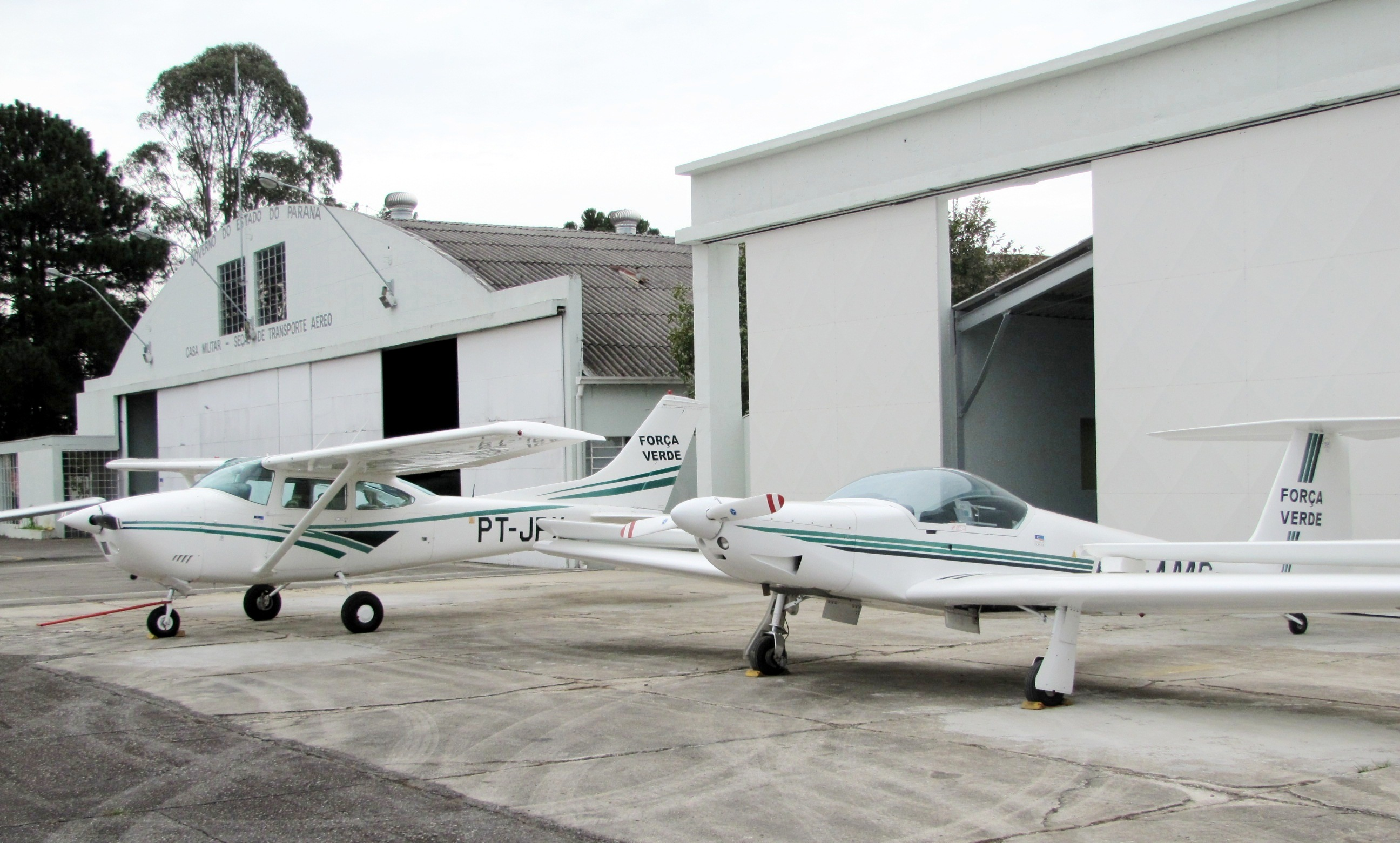
Hangar Alberto Santos Dumont.
Aeroporto Bacacheri - Curitiba, PR.

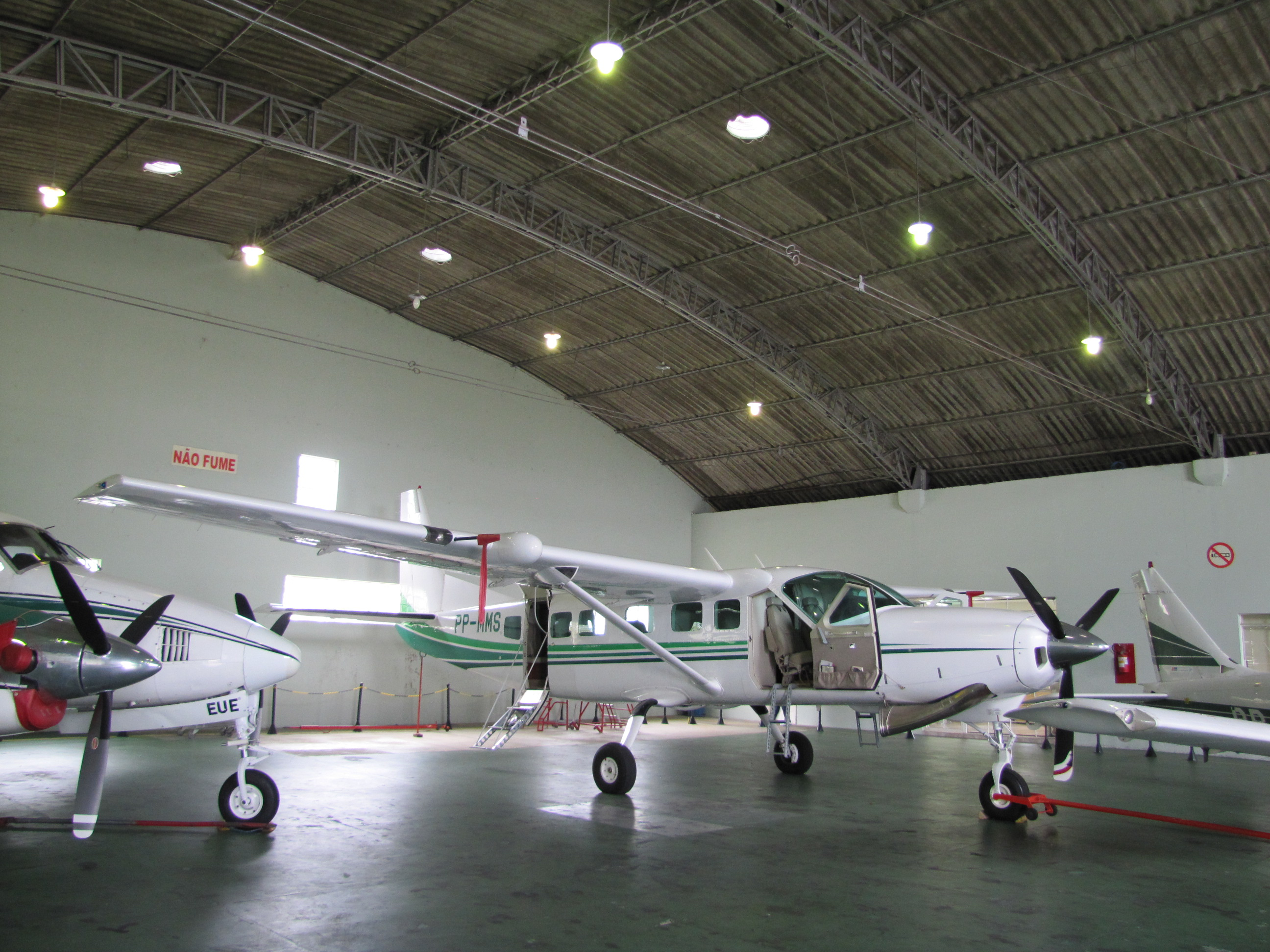
Aeronave da STA.

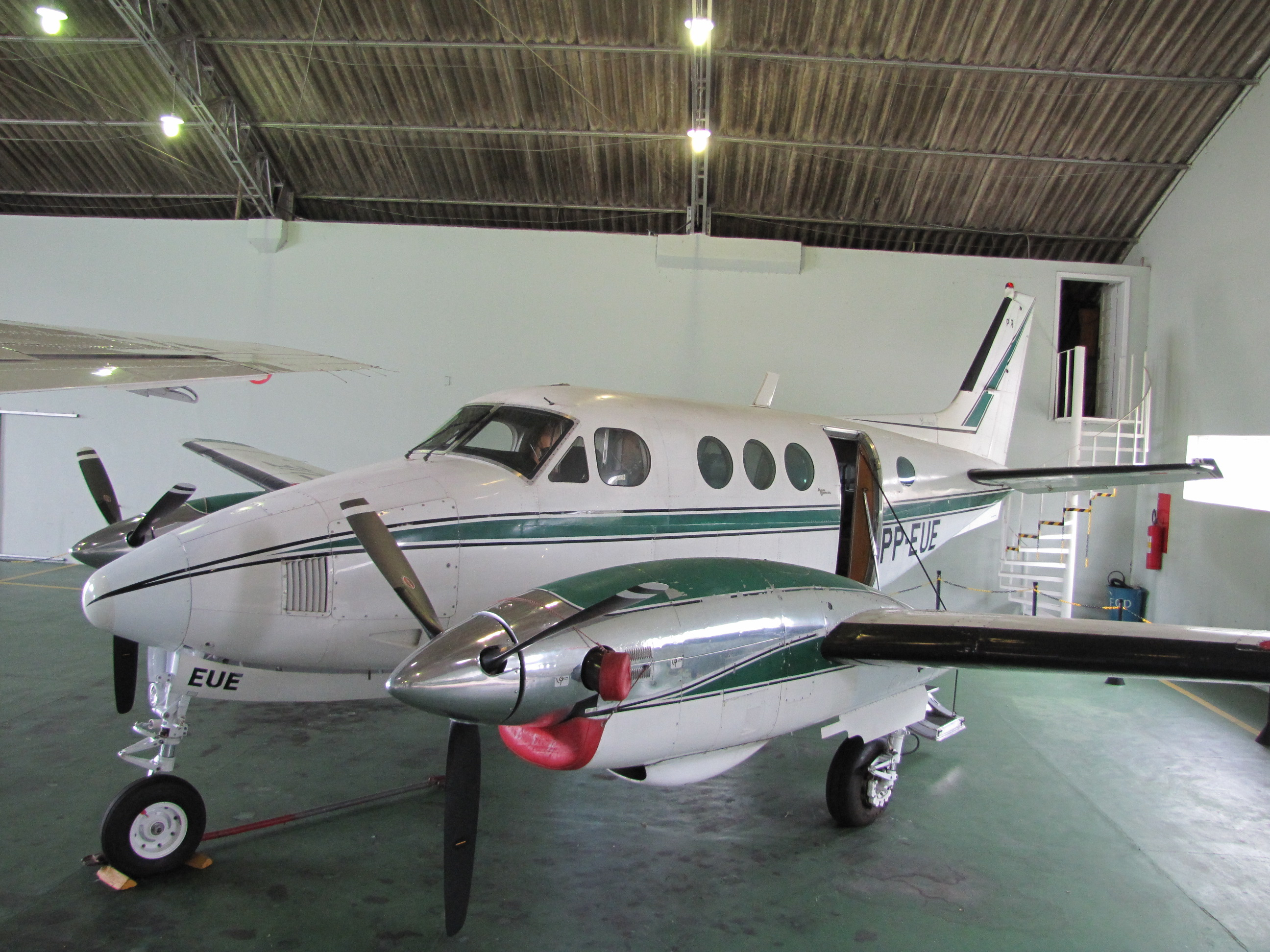
Aeronave da STA.

|  |  |  |

## CAER - Centro de Operações Aéreas
Em 2002 foi criado no Paraná o Centro de Operações Aéreas (CAER), diretamente subordinado à Secretaria de Segurança Pública, conjuntamente constituído por efetivo da Polícia Militar e Polícia Civil.

### Missão do CAER
O CAER tinha por finalidade a execução de operações aéreas policiais e de resgate, de acordo com as missões  institucionais da Polícia Militar e Polícia Civil do Estado do Paraná; podendo ainda atuar na Defesa Civil, quando determinado pelo Governador do Estado.

### Estrutura administrativa
- Coordenação;
- Sub-coordenação;
- Divisão de operações e instrução;
- Divisão de segurança de voo;

A função de Chefe da Divisão de Segurança de voo cabia ao membro do Sistema de Investigação e Prevenção de Acidentes Aeronáuticos (SIPAER), preferencialmente credenciado como Oficial de Segurança de Voo (OSV) ou Agente de Segurança de Voo (ASV).
- Divisão de apoio administrativo e financeiro;
- Divisão de manutenção e suprimentos;
- Divisão de comunicação social;
- Conselho operacional de voo.

Com a missão de avaliar o desempenho das equipes de voo, o planejamento das atividades aéreas e a doutrina do Grupo.

### Estrutura operacional
| Equipe de voo - Pilotos: Comandante da Aeronave; Copiloto. - Tripulantes Operacionais: Tripulante Operacional / Observador aéreo; Equipe de Salvamento (Guarda-vidas / Socorristas). | Equipe de prontidão no solo - Pilotos: Comandante da Aeronave; Copiloto. - Tripulantes: Adjunto de operações; Rádio-operador; Mecânico. |

### Aeronaves do CAER
Foram locados, após processo licitatório, dois helicópteros Bell 206L4 Jet Ranger, devido permitirem transportar sete pessoas. Dessa forma podia ser usado pelo Corpo de Bombeiros no resgate de feridos pelo SIATE ou, eventualmente, no transporte de uma equipe de operações especiais. As aeronaves foram designadas como: Gralha 1 e Gralha 2, em homenagem à gralha-azul, ave símbolo do Estado do Paraná.
Em 2002 as Gralhas foram pintadas na cor cinza. Entretanto, devido ao baixo contraste apresentado, foram repintadas em 2003, na cor laranja com listras pretas.
| Pintura em 2002 | Pintura em 2003 |

Em junho de 2003 o CAER foi dissolvido. A PMPR ainda tentou realocar as aeronaves e propôs a constituição de um Esquadrão Aéreo (ESAer). Entretanto o projeto não foi aceito e as aeronaves (locadas) devolvidas. Em 2005 foi oficializada a extinção da CAER.

## Serviço Aeropolicial
Desde 1992 a Seção de Transporte Aéreo já operava com dois helicópteros Bell 206 B3 (Falcão I e Falcão II). Essas aeronaves foram adquiridas para uso do governo estadual, mas também atuavam em atividades de segurança pública. Mesmo durante a existência do CAER esses helicópteros permaneceram independentes, empregados basicamente no acompanhamento a ocorrências policiais e transporte de guarda-vidas na temporada de veraneio (Operação Verão).
Em 2009 foi adquirido mais um helicóptero (Helibrás EC 130 B4) para operar nas mesmas condições dos outros dois aparelhos; além de servir também para transporte de feridos pelo SIATE, pois a sua configuração possui mais conforto e espaço.
Em junho de 2010 foi instituído o Serviço Aeropolicial, subordinado ao Chefe da Casa Militar. A missão do Serviço Aeropolicial era, além de dar apoio ao governo federal, estadual e municípios, realizar ações de defesa civil, operações policiais, resgates, buscas e salvamentos terrestres e aquáticos, e atendimento pré-hospitalar (SIATE).

## Grupamento Aeropolicial - Resgate Aéreo
Em outubro de 2010 o Serviço Aeropolicial foi transformado em Grupamento Aeropolicial - Resgate Aéreo (GRAER) e passou a subordinar-se ao Subcomandante-geral da Polícia Militar do Paraná. Entretanto em 2011 voltou a subordina-se à Secretaria de Segurança Pública, e passou a receber efetivo da Polícia Civil do Paraná.

### Brasão do GRAER
O brasão de armas do GRAER é composto por um escudo em forma circular, com o grifo ao centro, encimado por duas pistolas de bucaneiro douradas, cruzadas, tendo em sua parte inferior uma estrela de cinco pontas representando a estrela de Magalhães. O escudo é circundado por uma corda de ouro, que simboliza as ações de salvamento e dele saem um par de asas de metal, com rebites de aço, simbolizando a natureza aérea da unidade, e sua constituição metalizada representando sua blindagem e força na preservação da ordem pública. Como timbre, faixa em arco de sable contornada de ouro com a expressão "GRAER" no mesmo metal.

### Missão do GRAER
- Atuar nas ações de busca, resgate e salvamento a vítimas de acidentes ou traumas em áreas urbanas, rurais e rodovias;
- Realizar busca e salvamento terrestre e aquático;
- Realizar operações aéreas de segurança pública e de defesa civil, que compreendem as atividades típicas de polícia administrativa, preventiva, de bombeiros e de defesa civil;
- Apoiar órgãos federais, estaduais e municipais que necessitem do emprego de aeronaves;
- Realizar o patrulhamento urbano, rural, ambiental, litorâneo e de fronteiras;
- Promover ou apoiar ações de inteligência;
- Apoiar o cumprimento de mandados judiciais;
- Atuar em ações de controle de tumultos, distúrbios civis e motins;
- Promover escoltas e transporte de dignitários,
- Promover escoltas e transporte de presos,
- Promover o transporte de valores e cargas;
- Promover transporte aero-médico, transporte de enfermos, órgãos humanos e resgate;
- Promover o controle de tráfego rodoviário, ferroviário e urbano;
- Realizar a prevenção e combate a incêndios;
- Outras missões de preservação da ordem pública, conforme diretrizes operacionais da Secretaria de Estado da Segurança Pública.

As aeronaves do GRAER tiveram forte atuação no resgate a pessoas acidentadas, transporte de pacientes graves para hospitais, prestação de apoio aéreo em missões policiais militares e civis; tendo atuado inclusive em outros Estados da Federação:

#### Santa Catarina

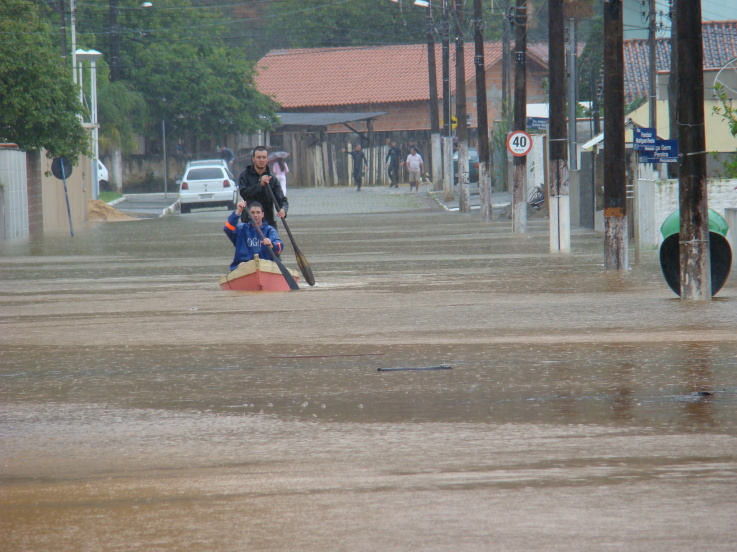
Moradores transitando à barco pela enchente, em Itajaí, Santa Catarina.

As enchentes em Santa Catarina em 2008 ocorreram depois do período de grandes chuvas durante o mês de novembro de 2008, afetando em torno de 60 cidades e mais de 1,5 milhões de pessoas no estado de Santa Catarina, Brasil. 135 pessoas morreram, 2 estavam desaparecidas, 9.390 habitantes foram forçados a sair de suas casas para que não houvesse mais vítimas e 5.617 desabrigados. Um número de 150.000 habitantes ficaram sem eletricidade e ainda houve racionamento de água que estava sendo levada por caminhões em pelo menos uma cidade devido a problemas na purificação.
O governador de Santa Catarina aceitou de pronto o auxílio oferecido pelo governador do Paraná, que enviou uma Força Tarefa para apoiar as ações de socorro às vítimas.
O GRAER enviou a aeronave Falcão 3, com capacidade de transporte para sete pessoas, e que também suporta mais de mil quilos de carga pendurada. O helicóptero Falcão 3 se envolveu em várias missões: como resgate aéreo médico, patrulhamento em áreas sensíveis, transporte de alimentos, medicamentos, materiais de limpeza, tropas, médicos, pessoas ilhadas e outras. Outra situação enfrentada pelos PMs do GRAER foi o transporte de bolsas de plaquetas, para atender pessoas com ferimentos hemorrágicos.

#### Rio de Janeiro
As enchentes e deslizamentos de terra que atingiram o estado do Rio de Janeiro, afetaram mais as cidades de: Teresópolis, Nova Friburgo, Petrópolis, Sumidouro e São José do Vale do Rio Preto, na Região Serrana do estado. Os serviços governamentais contabilizaram 916 mortes e em torno de 345 desaparecidos, sendo 180 em Teresópolis, 85 em Nova Friburgo, 45 em Petrópolis e duas em Sumidouro, ainda de acordo com o MP, outras 32 pessoas não foram encontradas em outras localidades da Região Serrana, até aquele momento, nas quatro cidades, e cerca de 35 mil  desalojados em consequência dos desastres naturais. A tragédia foi considerada como o maior desastre climático da história do país, superando os 463 mortos do temporal que atingiu a cidade paulista de Caraguatatuba, em 1967.
O Governo do Paraná enviou uma tripulação do GRAER para ajudar nas buscas e salvamento das vítimas. Além do helicóptero, equipado com maca, cordas e outros equipamentos de resgate e primeiros socorros, foram também enviados cinco policiais altamente capacitados nesse tipo de atendimento. Tratava-se de uma equipe formada por policiais e bombeiros militares e mais um mecânico. O grupo foi composto para atuar com auto-suficiência, levando todo o material necessário para o funcionamento do helicóptero, para não dar trabalho às outras equipes.

#### Alagoas
Por solicitação do Ministério da Justiça, e a autorização pelo Governo do Estado do Paraná, em 26 de junho de 2012 o GRAER enviou para o Estado de Alagoas o helicóptero Falcão 04. A aeronave seguiu com uma equipe completa, dois pilotos, dois tripulantes operacionais multimissão e um policial para apoio de solo, com o objetivo de apoiar ações de segurança pública na cidade de Maceió. A operação visa o combate aos altos índices de criminalidade identificados no Estado e que conta com a participação de unidades policiais de diversos estados brasileiros.

## Batalhão de Polícia Militar de Operações Aéreas
O Decreto estadual nº 9.411,  de 20 de Novembro de 2013, extinguiu o Grupamento Aeropolicial-Resgate Aéreo (GRAER) e criou o Batalhão de Polícia Militar de Operações Aéreas (BPMOA); repassando suas atribuições orgânicas, patrimônio e efetivo militar, sem interrupção de suas atividades. O BPMOA está sediado no Aeroporto do Bacacheri, Curitiba, com atuação em todo o território estadual, e o Comandante-Geral está autorizado a criar bases operacionais no interior do Estado, conforme planejamento estratégico da PMPR.
O lema do Batalhão é "alis semper fidelis" que significa "asas sempre fiéis", denotando a característica de apoio e suporte com a qual as Unidades e a Sociedade podem sempre contar.

### Desdobramento Operacional
O BPMOA está, operacionalmente, subdividido em duas bases ou companhias.
| 1ª Companhia Curitiba (Base Leste) | 2ª Companhia Londrina (Base Norte) | 3ª Companhia Ponta Grossa (Base Campos Gerais) |

### Missões do BPMOA
Todo e qualquer suporte com utilização de aeronaves às atividades orgânicas de polícia militar, bombeiro militar, saúde e defesa civil; incluindo missões de apoio ao policiamento em suas mais diversas formas, remoções e resgates aeromédicos, buscas e salvamentos, coleta de dados e imagens aéreas, transporte de tropas especializadas, equipamentos e animais, além de órgãos, tecidos e equipes médicas para transplante.
- Executar o patrulhamento ostensivo aéreo, urbano, rural, ambiental, litorâneo e de fronteiras;
- Executar ações e operações aéreas de polícia militar e de defesa civil;
- Executar missões de apoio às operações de polícia militar, que compreendem as atividades típicas de polícia ostensiva, preventiva, repressiva, de bombeiros e de defesa civil;
- Exercer o apoio ao controle de tráfego rodoviário, ferroviário e urbano, na esfera de suas atribuições constitucionais;
- Executar o reconhecimento aéreo de áreas em conflito;
- Atuar em apoio nas ações de controle de tumultos, distúrbios civis e motins;
- Atuar e apoiar as ações de inteligência;
- Atuar como plataforma de observação aérea nas ações e operações de polícia militar;
- Realizar o transporte de tropas em lugares de difícil acesso, ou emprego de tropas em operações helitransportadas;
- Realizar apoio em combate, apoio logístico e administrativo no cumprimento de suas missões e das Unidades Militares subordinadas, consideradas as peculiaridades de suas atividades;
- Apoiar no cumprimento de mandados judiciais;
- Atuar na escolta e transporte de dignitários;
- Promover escoltas e transporte de presos de alta periculosidade;
- Executar patrulhamento preventivo da orla marítima, em apoio ao Corpo de Bombeiros;
- Executar ações de resgate e salvamento de vítimas de acidentes e/ou traumas em áreas urbanas, rurais e rodovias;
- Executar busca e salvamento terrestre e aquático;
- Executar a prevenção e combate a incêndios florestais;
- Executar levantamentos de áreas de risco;
- Apoiar órgãos Federais, Estaduais e Municipais que necessitem do emprego de aeronaves;
- Executar outras missões de preservação da ordem pública, conforme diretrizes do Comandante-Geral da Polícia Militar do Estado do Paraná.[51]

### Brasão do BPMOA
O símbolo heráldico representativo do BPMOA se materializa num escudo misto, axadrezado em preto e branco, semelhante a um tabuleiro de xadrez, representando a Unidade em campo de luta contra o crime. Contém a primeira e última letras (minúsculas) do alfabeto grego: alfa (α) e ômega (ω), significando a característica multi-missão da Unidade. Acima do brasão, um listel dourado com as palavras: Estado do Paraná. O campo axadrezado está circundado por um listel azul, remetendo à natureza aérea da Unidade. Em chefe, o distintivo da Unidade, símbolo que os integrantes do BPMOA, pilotos e tripulantes operacionais, carregam em seus uniformes de voo. No centro do abismo, representa-se a copa de uma araucária (araucária angustifolia), árvore símbolo do Estado do Paraná, com uma espada sobreposta, significando a constante luta da Unidade no cumprimento de suas missões. No flanco esquerdo, a rosa dos ventos com as cores das missões principais: cinza - nos ambientes urbanos; azul - nos ambientes aquáticos; verde - nas matas; e vermelho - no combate ao fogo. No flanco direito o desenho de uma pista de pouso, representando a operação de aeronaves de asas fixas, e um heliponto, representando a operação de aeronaves de asas rotativas. Abaixo, na sua ponta, outro listel com o nome da Unidade, circundado por uma corda de ouro, em formato de nó, lembrando as missões de resgate.

### Aeronaves do BPMOA
A frota de aeronaves do BPMOA é constituída por quatro helicópteros e dois aviões.
Aeronaves de asas rotativas
- Falcão 01 - Bell Jet Ranger - Prefixo PP-EJI
- Falcão 03 - Eurocopter EC130 B4 - Prefixo PR-ECB
- Falcão 04 - Eurocopter EC130 B4 - Prefixo PR-BOP
- Falcão 07 - Robinson R44 Raven II - Prefixo PP-ADN

Aeronaves de asas fixas
- Falcão 05 - Cessna Skylane - Prefixo PT-JPX
- Falcão 06 - Beechcraft Baron 58 - Prefixo PT-WSA

### Galeria de imagens

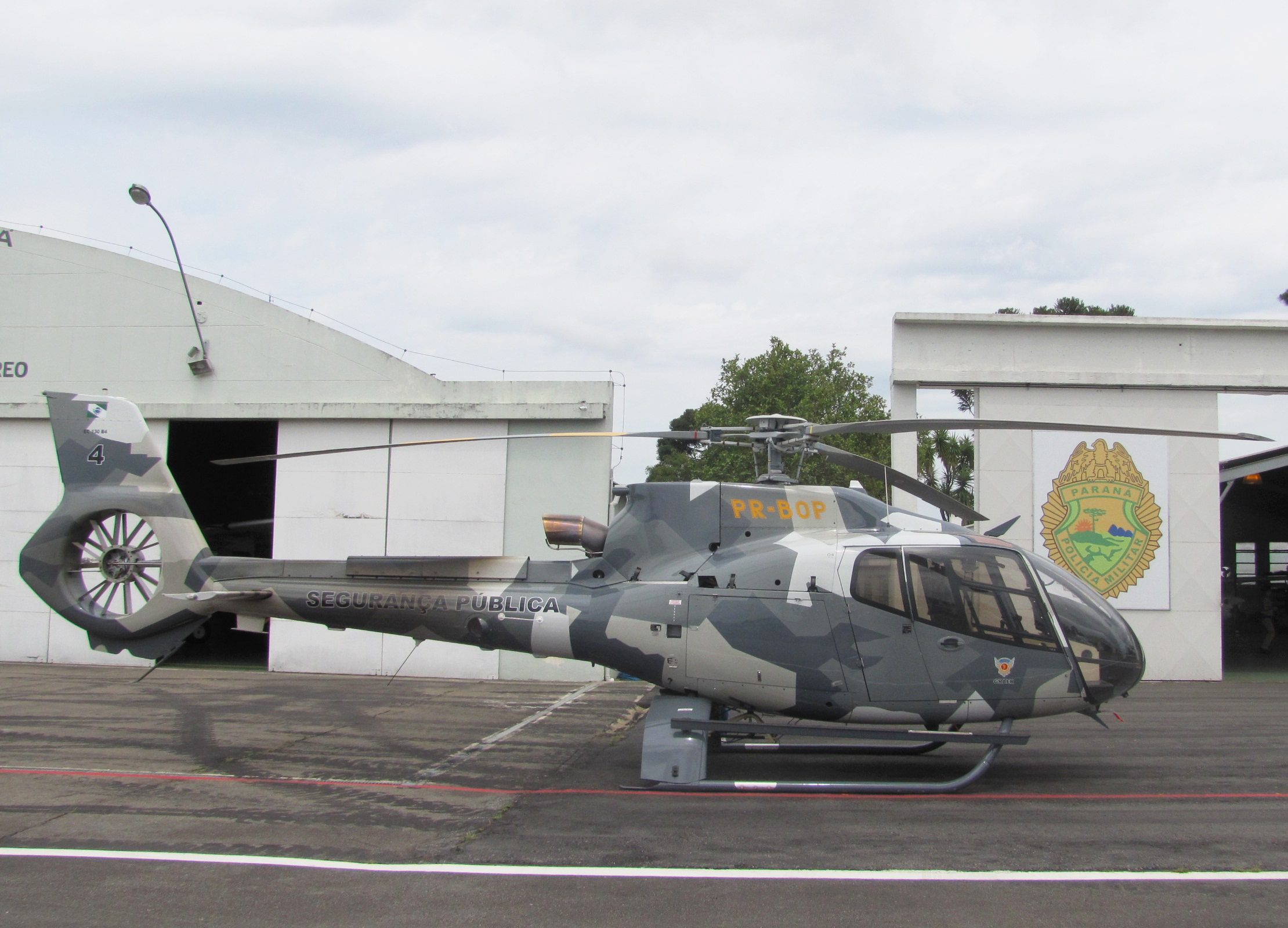
Falcão 04
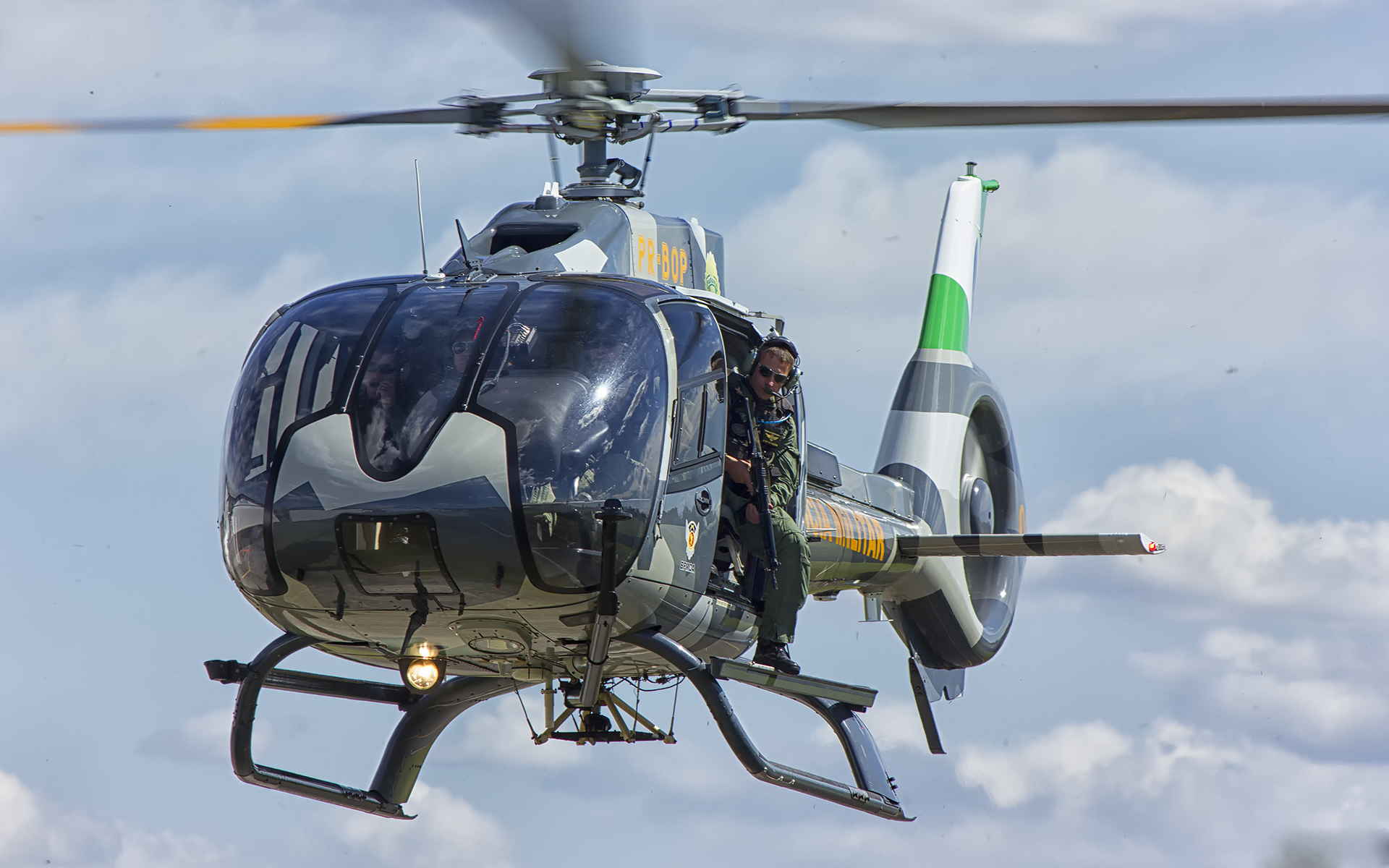
Falcão 04
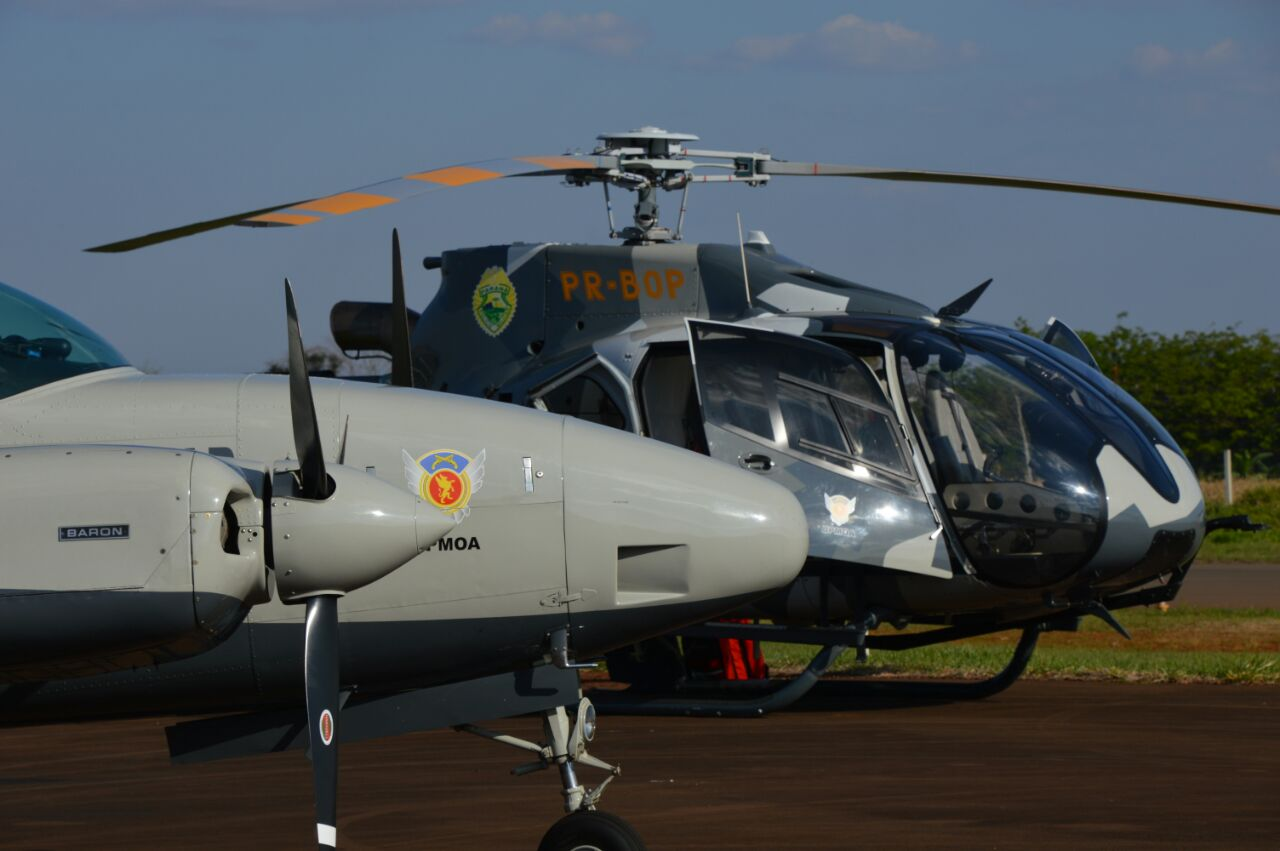
Falcões 06 e 04
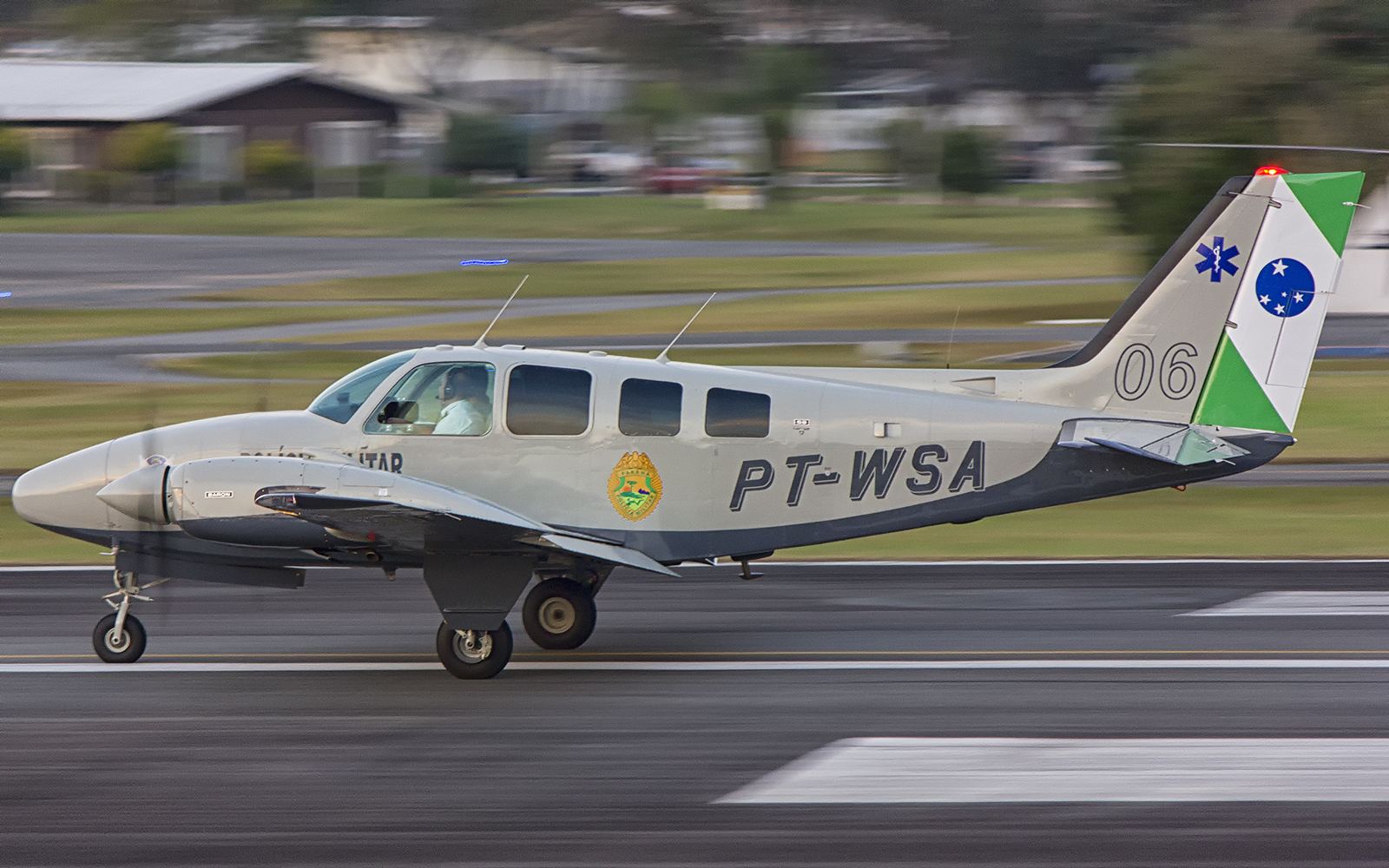
Falcão 06
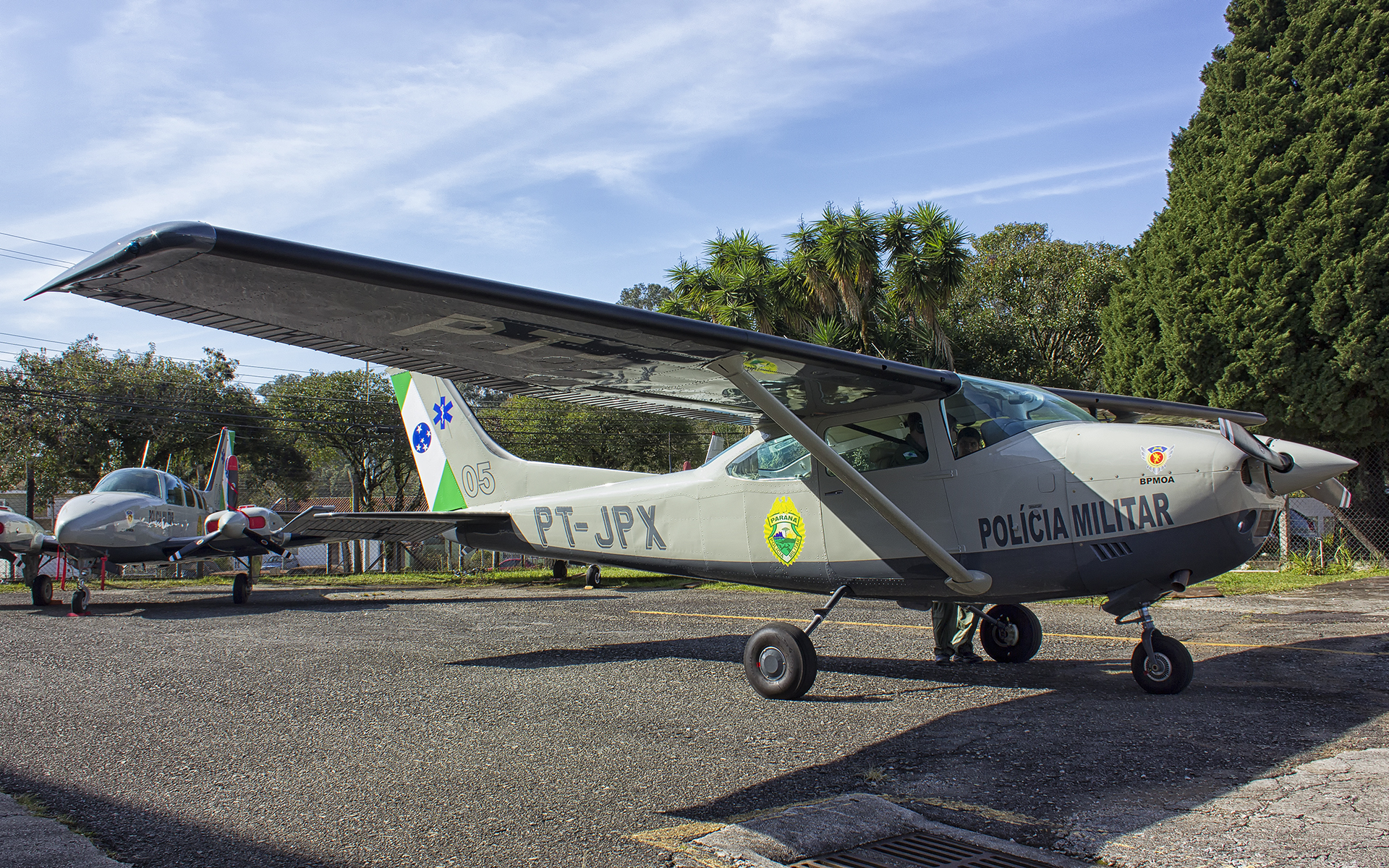
Falcão 05